# Capreolinae
Capreolinae of schijnherten zijn een onderfamilie van herkauwende evenhoevigen met kortharige vachten uit de familie van de hertachtigen (Cervidae). De wetenschappelijke naam van de onderfamilie werd in 1828 gepubliceerd door Joshua Brookes.

## Classificatie
De onderfamilie is als volgt ingedeeld:
- Geslachtengroep Alceini
  - Geslacht: Alces
    - Soort: Alces alces (Eland)
- Geslachtengroep Capreolini
  - Geslacht: Capreolus (Reeën)
    - Soort: Capreolus capreolus (Ree)
    - Soort: Capreolus pygargus (Siberische ree)

  - Geslacht: Hydropotes
    - Soort: Hydropotes inermis (Chinese waterree)
- Geslachtengroep Odocoileini
  - Geslacht: Bisbalus
    - Soort: Bisbalus citus

  - Geslacht: Blastocerus
    - Soort: Blastocerus dichotomus (Moerashert)

  - Geslacht: Hippocamelus (Huemuls)
    - Soort: Hippocamelus antisensis (Peruviaanse huemul)
    - Soort: Hippocamelus bisulcus (Chileense huemul)

  - Geslacht: Mazama (Spiesherten)
    - Soort: Mazama americana (Rood spieshert)
    - Soort: Mazama chunyi (Dwergspieshert)
    - Soort: Mazama jucunda
    - Soort: Mazama nanus
    - Soort: Mazama rufina (Bruin spieshert)
    - Soort: Mazama temama

  - Geslacht: Odocoileus
    - Soort: Odocoileus hemionus (Muildierhert)
    - Soort: Odocoileus pandora
    - Soort: Odocoileus virginianus (Witstaarthert)

  - Geslacht: Ozotoceros
    - Soort: Ozotoceros bezoarticus (Pampahert)

  - Geslacht: Passalites
    - Soort: Passalites nemorivagus

  - Geslacht: Pudella
    - Soort: Pudella carlae
    - Soort: Pudella mephistophila (Noordelijke poedoe)

  - Geslacht: Pudu
    - Soort: Pudu puda (Zuidelijke poedoe)

  - Geslacht: Rangifer
    - Soort: Rangifer tarandus (Rendier)

  - Geslacht: Subulo
    - Soort: Subulo gouazoubira (Grijs spieshert)

Uitgestorven geslachten:
- Geslacht: †Agalmaceros
- Geslacht: †Antifer
- Geslacht: †Bretzia
- Geslacht: †Cervalces
- Geslacht: †Charitoceros
- Geslacht: †Eocoileus
- Geslacht: †Epieuryceros
- Geslacht: †Libralces
- Geslacht: †Morenelaphus
- Geslacht: †Paraceros
- Geslacht: †Procapreolus
- Geslacht: †Pseudalces
- Geslacht: †Torontoceros